# میرزا محمدتقی ضیاءالملک
میرزا محمدتقی ضیاءالملک نماینده سمنان و دامغان در دوره دوم مجلس شورای ملی بود.
انتخاب ضیأءالملک به نمایندگی پس از مناقشه‌های فراوانی صورت گرفت که بر سر نایب‌الصدر، منتخب اول این حوزه به پا شد. گفته شد که نایب الصدر مبتلا به جنون است و نمی‌تواند نماینده شود. پس از موافقت‌ها و مخالفت‌های فراوان بر سر وضعیت روانی نایب‌الصدر، سرانجام با رأی‌گیری در مجلس قرار شد ضیاءالملک که منتخب دوم بود، نماینده شود. او در بیستم اردیبهشت ۱۲۸۹ خورشیدی به مجلس راه یافت.  پس از پایان دوره دوم مجلس، مستوفی الممال قصد داشت او را به عنوان وزیرمختار به برلن بفرستد اما سید حسن تقی‌زاده با تلاش زیادی او را منصرف و ترغیب کرد که حسینقلی خان نواب را به جایش به برلن بفرستد.